# FAM133B
FAM133B (англ. Family with sequence similarity 133 member B) – білок, який кодується однойменним геном, розташованим у людей на 7-й хромосомі. Довжина поліпептидного ланцюга білка становить 247 амінокислот, а молекулярна маса — 28 385.
| 10         |  | 20         |  | 30         |  | 40         |  | 50         |
| ---------- |  | ---------- |  | ---------- |  | ---------- |  | ---------- |
| MGKRDNRVAY |  | MNPIAMARSR |  | GPIQSSGPTI |  | QDYLNRPRPT |  | WEEVKEQLEK |
| KKKGSKALAE |  | FEEKMNENWK |  | KELEKHREKL |  | LSGSESSSKK |  | RQRKKKEKKK |
| SGRYSSSSSS |  | SSDSSSSSSD |  | SEDEDKKQGK |  | RRKKKKNRSH |  | KSSESSMSET |
| ESDSKDSLKK |  | KKKSKDGTEK |  | EKDIKGLSKK |  | RKMYSEDKPL |  | SSESLSESEY |
| IEEVRAKKKK |  | SSEEREKATE |  | KTKKKKKHKK |  | HSKKKKKKAA |  | SSSPDSP    |

A: Аланін

D: Аспарагінова кислота

E: Глутамінова кислота

F: Фенілаланін

G: Гліцин

H: Гістидин

I: Ізолейцин

K: Лізин

L: Лейцин

M: Метіонін

N: Аспарагін

P: Пролін

Q: Глутамін

R: Аргінін

S: Серин

T: Треонін

V: Валін

W: Триптофан

Кодований геном білок за функцією належить до фосфопротеїнів. 
Задіяний у такому біологічному процесі, як альтернативний сплайсинг. 